# وایتینگ پترولیوم
وایتینگ پترولیوم (انگلیسی: Whiting Petroleum) شرکت نفت و گاز آمریکایی است، که در سال ۱۹۸۰ تأسیس شد.